# كارلوس راباسكال
كارلوس راباسكال (من مواليد 3 سبتمبر 1960) صحفي ومهندس ورجل أعمال ومستشار سياسي إكوادوري. في عام 2017 كان عضوًا في جبهة الشفافية ومحاربة الفساد، وهي هيئة مسؤولة عن اقتراح سياسات لمنع الفساد في القطاعين العام والخاص. في ديسمبر 2020 تم التأكيد على أنه كان جزءًا من تحالف الاتحاد من أجل الأمل مع أندريس أراوز في الانتخابات العامة في الإكوادور 2021.

## سيرته الشخصية
ولد راباسكال في غواياكيل في 3 سبتمبر 1960، لعائلة من الطبقة المتوسطة. وبسبب تأثيرات العقار المسمى ثاليدومايد، والذي أثر على تكوين المولود الجديد، فقد ولد بدون ساق، وهو الوضع الذي ولّد «طفولة قاسية بسبب التمييز» كما أوضح لاحقًا. أكمل تدريبه الأساسي في كلية لا سال، وتخرج لاحقًا كمهندس تجاري في جامعة سانتياغو دي جواياكيل الكاثوليكية. كما حصل على دورات في المالية في آي دي إي وشارك في برنامج الحوكمة والإدارة السياسية للجامعة الكاثوليكية في غواياكيل تحت رعاية جامعة جورج واشنطن.